# Чиндалей
Чиндалей (бур. Шандали) — село в Дульдургинском районе Агинского Бурятского округа Забайкальского края. Административный центр и единственный населённый пункт сельского поселения «Чиндалей». В 1989 году население — 1234 чел., в 2002 — 1063.

## География
Расположено в центральной части района,  в степной географической зоне, в долине Адагалик у подножия гор Барун-Ундур и Зун-Ундур, в 46 км по автодороге к юго-востоку от районного центра — села Дульдурга, на берегу ручья Буйлостуй. Рядом с селом протекает ручей Зун-Агадалик
Климат
резко континентальный. Лето жаркое, средняя температура в июле +16 ÷ +18 °C (максимальная + 38 °C). Зима холодная, солнечная, средняя температура в январе составляет −22 ÷ −24 °C (абс. минимум −47 °C).
Осадков выпадает от 300 до 400 мм/год.
Продолжительность вегетационного периода 90—150 дней.

## История
Образовано на рубеже XIX—XX вв. 

## Население
| 1989 | 2002  | 2010  | 2012 | 2013 | 2014 | 2015 | 2016 | 2017 | 2021 |
| ---- | ----- | ----- | ---- | ---- | ---- | ---- | ---- | ---- | ---- |
| 1234 | ↘1063 | ↘1005 | ↘990 | ↘975 | ↘971 | ↘960 | ↘938 | ↘924 | ↘900 |

## Инфраструктура
экономика
В 1932—1953 работали рудники по добыче олова Барун-Ундур и Зун-Ундур. 
Коллективное хозяйство, со времён СССР — колхоз «Шандали».
Личное подсобное хозяйство.
Социальные объекты
Средняя общеобразовательная школа, детский сад, Дом культуры, библиотека, сельская врачебная амбулатория.
Памятник в честь воинов-земляков, погибших на фронтах Великой Отечественной.
Администрация сельского поселения, почтовое отделение.

## Транспорт
Сквозь село проходит региональная автодорога 76К-168 Таптанай — Чиндалей — Токчин